# Tod der Weiler Musikanten 1848

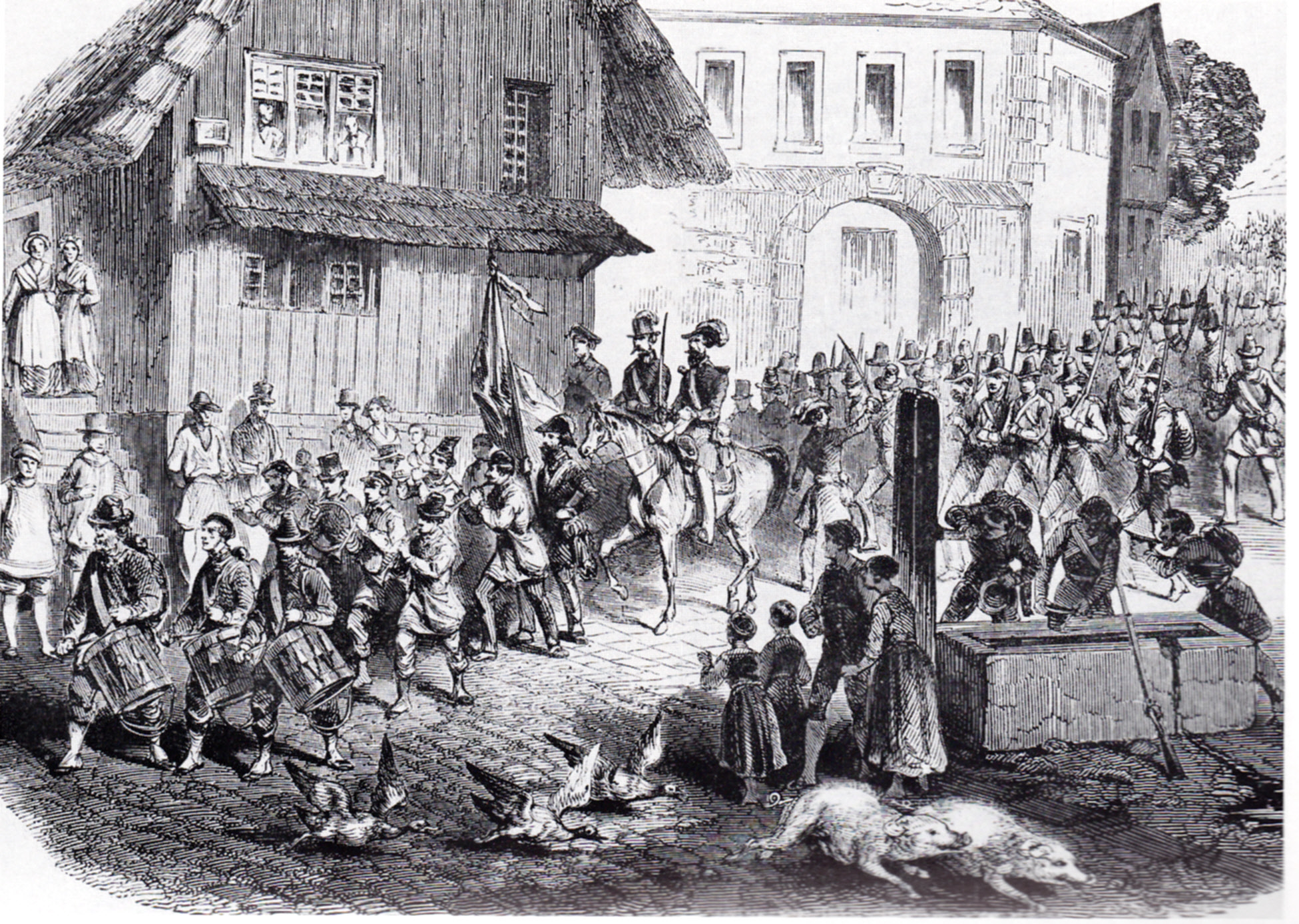
Struves Freischar am 23. September 1848 auf dem Weg von Lörrach nach Müllheim; vorne die Weiler Musikanten

Der Tod der Weiler Musikanten war ein Ereignis einen Tag nach dem Gefecht um Staufen am 25. September 1848, bei dem fünf Mitglieder des Musikvereins von Weil am Rhein von badischen Truppen unter General Hoffmann in Staufen nach ihrer Gefangennahme ohne Verfahren erschossen wurden.

## Vorgeschichte
Am 21. September 1848 kam Gustav Struve von Basel nach Lörrach und rief dort die Deutsche Republik aus. Dies und die nachfolgenden Ereignisse wurden unter der Bezeichnung Struve-Putsch bekannt. Struve verließ sich nicht allein wie Friedrich Hecker im vorausgegangenen April-Aufstand auf freiwilligen Zuzug, sondern verlangte in seiner Funktion als Präsident der provisorischen Regierung von den Gemeinden den Zuzug der waffenfähigen Mannschaft vom 18. bis 40. Lebensjahr. Er versuchte, dies auch durch Zwangsmaßnahmen und Strafen durchzusetzen. Zum ersten Aufgebot der Gemeinde Weil am Rhein gehörten auch sieben Mitglieder des örtlichen Musikvereins, der 1839 gegründet worden war. Diese Weiler Musikanten wurden als Marschmusik eingesetzt und befanden sich mit an der Spitze von Struves Kolonne auf dem Zug von Lörrach über Kandern nach Müllheim und Staufen, wo sie am 24. September gegen 11 Uhr eintrafen. Während und nach dem Gefecht um Staufen am 24. September 1849 versteckten sich viele von Struves Kolonne in den Häusern von Staufen, die Musikanten mit anderen im Wirtshaus zum Kranz.

## Der Tod der Weiler Musikanten
Am 25. September – einen Tag nach der Besetzung durch die badischen Truppen – kam es in Staufen zu einem gravierenden Zwischenfall. Aus dem Wirtshaus zum Kranz wurde ein Schuss auf badische Soldaten abgegeben, die sich auf der Straße vor dem Haus befanden. Die Soldaten hatten zuvor der Beerdigung eines Kameraden beigewohnt, der beim Sturm auf Staufen von den eigenen Kartätschen getötet wurde.
Das Militär stürmte daraufhin gegen 12 Uhr das Haus und fand dabei die im Keller versteckten Musikanten. „Man fand die armen Musikanten, man trieb sie einen nach dem anderen vom Keller auf die Straße, dort waren etwa ein Dutzend Soldaten aufgestellt, die sie niederschossen, so wie sie auf die Straße kamen, gerade wie man bei einem Treibjagen die Hasen zusammenschießt.“
Johannes Scherer, Fridolin Welterlin, Johann Georg Ludin und Wilhelm Friedrich Röschard wurden sofort erschossen. Michael Hütter wehrte sich noch, wodurch die Soldaten abgelenkt wurden und Gottfried Friedich Lienin nutzte die Gelegenheit um zu fliehen, während Hütter auch erschossen wurde. Johannes Mehlin, der siebte Musikant, hatte das Haus bereits vor dem Zwischenfall verlassen.
Die Neue Freiburger Zeitung berichtete am 26. September 1848 „da lagen sieben Leichen auf der Straße.“
Im Totenbuch der Pfarrei St. Martin sind für den 25. September 1848 nur sechs Tote verzeichnet. Neben den fünf Weiler Musikanten, wurde der Staufener Schuhmacher Gaudenz Wüst von den Soldaten als vermeintlicher Freischärler erschossen.

## Rechtliche Folgen
Am 23. September 1848 verkündete der Großherzog Leopold: „Die Amtsbezirke, die sich in das Rheintal erstrecken, von Lörrach abwärts bis einschließlich Achern und der Amtsbezirk Ettlingen werden in Kriegszustand erklärt.“ Diese Erklärung basierte auf dem Gesetz vom 7. Juni 1848.
Am gleichen Tag verkündete der Großherzog ohne Mitwirkung der Ständeversammlung, unter Berufung auf § 66 der Verfassungsurkunde, ein Gesetz zur Regelung des Standrechts, das jeweils nach der Erklärung des Kriegszustandes anwendbar sein sollte.
Die im Gesetz vorgesehene Ermächtigung zur Verkündung des Standrechts wurde dem Oberbefehlshabers der badischen Truppen im Oberland, General Hoffmann, am 24. September zugesandt und erreichte ihn erst am 25. September nachts. Nach Erhalt der Ermächtigung verkündete Hoffmann das Standrecht. Daraus ergibt sich, dass das Standrecht noch nicht bekanntgemacht war, als die Musikanten gefangen genommen wurden. Darstellungen in der Literatur, nach denen die Musikanten standrechtlich erschossen wurden, sind daher falsch – für die Erschießung gab es keine Rechtsgrundlage. Aufgrund derselben Rechtsabwägung wurde der am 25. September in Wehr gefangen genommene Gustav Struve nicht nach Standrecht abgeurteilt.
Im Freiburger Schwurgerichtsprozess gegen Gustav Struve und Karl Blind wurde in der 6. Sitzung vom 26. März 1849 von Struves Anwalt, Lorenz Brentano, auch die Erschießung der Weiler Musikanten angesprochen. Brentano erhob den Vorwurf, dass die Tätigkeit der Gerichte in dieser Sache behindert worden sei. Dies wurde durch die Staatsanwälte bestritten, da „über die Tötung der Weiler Musikanten eine genaue Untersuchung geführt worden sei.“ Die Soldaten hatten zuvor der Beerdigung eines Kameraden beigewohnt, der beim Sturm auf Staufen von den eigenen Kartätschen getötet worden war. Als der Schuss fiel und der Ruf „Die Freischaren kommen!“ ertönte, „… sahen sich die Soldaten von neuem angefallen, und es war nicht Erbitterung, sondern ein Akt der Nothwehr, oder wurde von den Soldaten so angesehen.“ Auch hier hatte der Staatsanwalt sich nicht auf das Standrecht bezogen. Die Neue Freiburger Zeitung vom 27. September 1848 enthielt den Bericht eines Augenzeugen, demgemäß General Hoffmann persönlich bei der Erschießung der Musikanten anwesend war und seinen Untergebenen vergeblich zurief „Soldaten, liebe Soldaten, nicht totschießen!“
Lorenz Brentano warf den großherzoglichen Behörden in Bezug auf die Aufklärung des Todes der Weiler Musikanten eine „Suspension der Gerechtigkeit“ vor. „Die Ermordung der sieben (sic!) unbewaffneten Musikanten war eine Schandtat.“

## Gedenken
Es gibt ein Denkmal auf dem Friedhof von Weil für die am 25. September 1848 von badischen Truppen in Staufen ermordeten fünf Weiler Musikanten. Der Obelisk aus Granit wurde am 28. März 1927 vom Musikverein Weil errichtet und trägt die Inschrift:

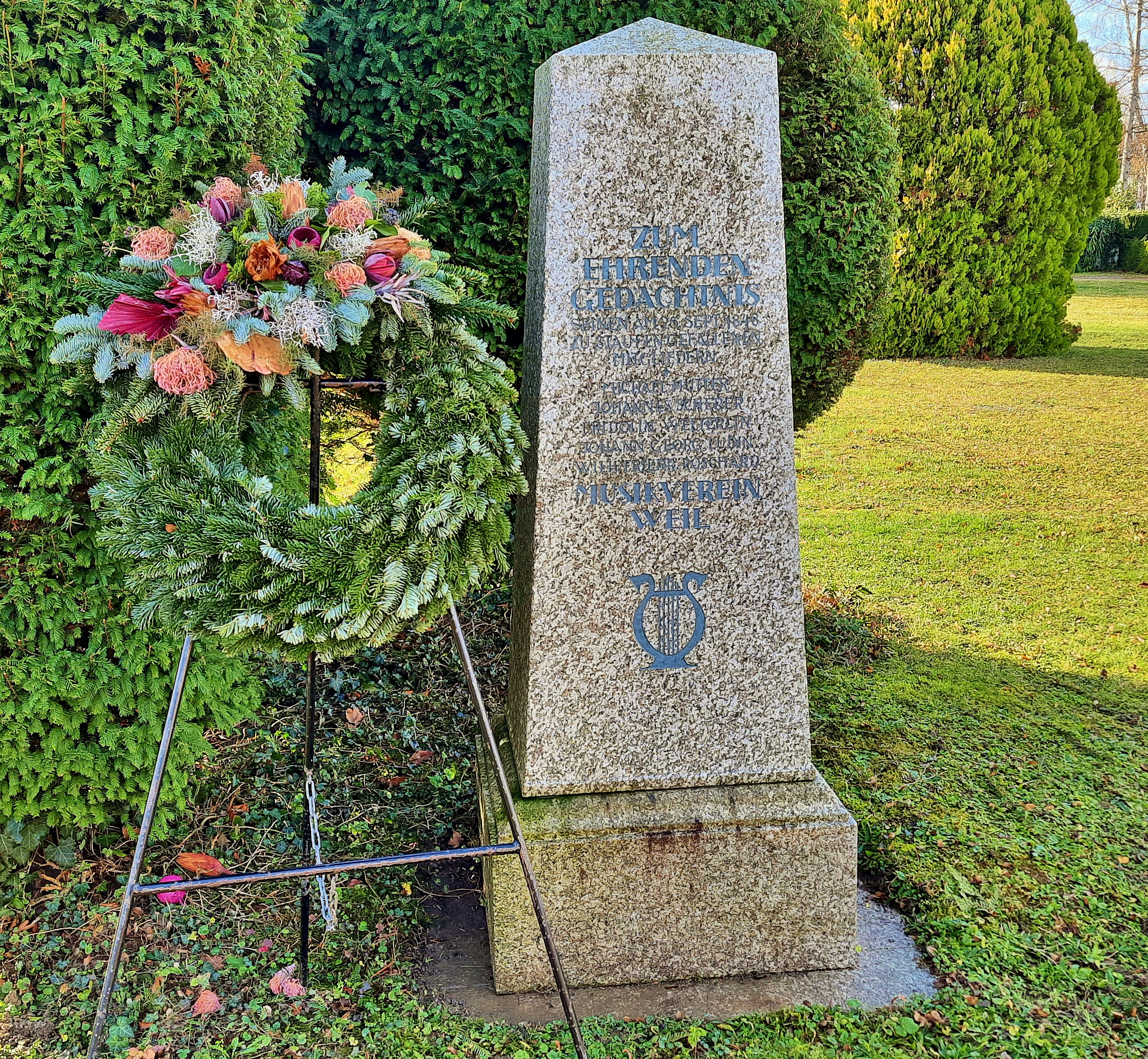
Denkmal zum Andenken an die fünf Weiler Musikanten auf dem Friedhof von Weil.

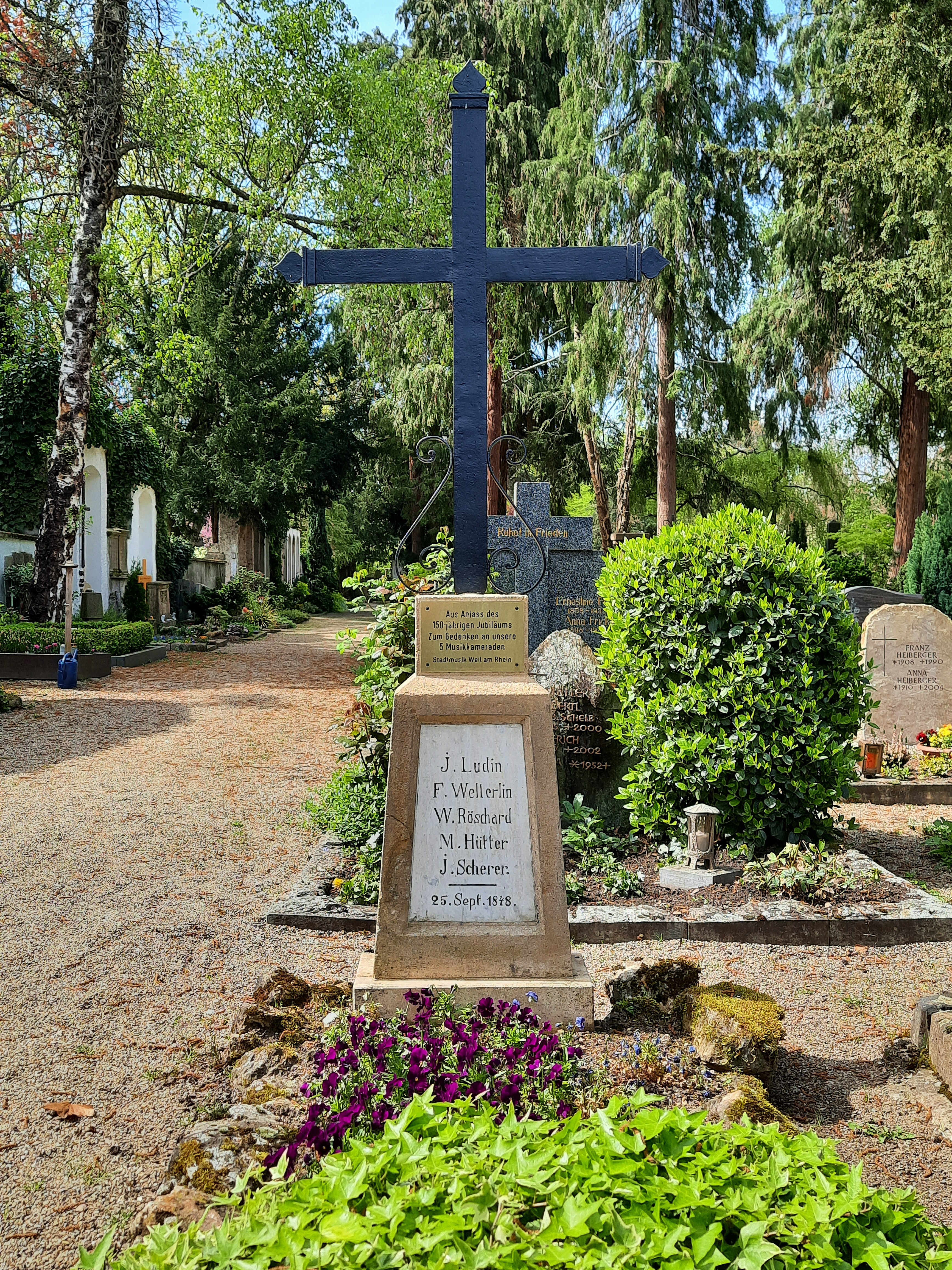
Grab der Weiler Musikanten auf dem Friedhof von Staufen.

Das Grab der Musikanten befindet sich auf dem Friedhof in Staufen und zeigt nur die fünf Namen und das Sterbedatum. Zum 150-jährigen Jubiläum 1998 ließ die Stadtmusik Weil am Grabkreuz in Staufen noch eine Gedenktafel anbringen. Die Inschrift lautet: